# André Moufflet
Pour les articles homonymes, voir Moufflet.
André Moufflet (1883-1948) est un grammairien et critique littéraire français.

## Vie et travail
Moufflet étudie le droit et obtient son doctorat en 1907 à Paris avec l’ouvrage Les conditions du travail dans la marine marchande. Dans les années 1930, il se fait connaître aux côtés d'André Thérive et d'Abel Hermant en tant que puriste linguistique virulent.
Une des théories d'André Moufflet dans son Au secours de la langue française est cité dans Les Taxis de la Marne de Jean Dutourd (IX - Mystique de l'échec).

## Travaux
- La Littérature publicitaire, à la Revue de France, 1er déc. 1931, p. 476-512
- Le Style du roman-feuilleton, dans: Mercure de France, 1er fév. 1931, pp. 513-554
- Contre le massacre de la langue française, Toulouse, 1931
- M. Lebureau et son âme. Manuel de philosophie administrative et psychologie bureaucratique, Paris, 1933
- De quelques attentats contre la langue française, dans: Mercure de France, 15 mars 1933, pp. 573-603
- Encore le massacre de la langue française, Toulouse, Paris, 1935
- Au secours de la langue française, Paris, 1948